# Red letters
『red letters』（レッド レターズ）は、2006年9月23日公開の日本映画。PG-12。
『仮面ライダー響鬼』の松田賢二と『踊る大捜査線』シリーズの筧利夫主演によるミステリアススリラー作品。12月22日にジェネオンエンタテインメントからDVDが発売された。PG-12。

## キャスト
- 松田賢二
- 筧利夫
- 谷村美月
- 樋浦勉
- 木下ほうか
- 島津健太郎
- 高橋修
- 本城丸裕
- かとうあつき
- 早瀬英里奈

## スタッフ
- 監督・プロデューサー・脚本・編集：千葉誠治
- エグゼクティブプロデューサー：村田学、藤本憲太郎
- 撮影：植松亮
- 音楽：諸橋邦行
- 照明：藤田貴路
- 録音：池田知久
- 助監督：杉原輝昭